# Strach v přímém přenosu
Strach v přímém přenosu (v anglickém originále My Little Eye) je britský filmový horor. Natočil jej režisér Marc Evans podle scénáře, který napsali David Hilton a James Watkins. Pojednává o pěti lidech, kteří dostali šanci být vstoupit do soutěže, během níž musí strávit šest měsíců v domě v horách. Celou dobu jsou filmováni. Snímek byl inspirován televizními pořady typu Big Brother. Hráli v něm Sean Cw Johnson, Kris Lemche, Laura Regan, Bradley Cooper a další.